# 伦讷罗德附近岑豪森
伦讷罗德附近岑豪森是德国莱茵兰-普法尔茨州的一个市镇。总面积2.96平方公里，总人口403人，其中男性198人，女性205人（2011年12月31日），人口密度136人/平方公里。